# 仰儀
仰儀，又稱仰釜，是由元朝天文學家郭守敬所發明的天文儀器，作用為測量天體球面之座標。仰儀的外型有如一口仰著朝天的大碗，因此又稱為仰釜。

## 測量方式
根據日影投射在仰儀中的不同座標來測定太陽在天球上的赤經赤緯。

## 用途
- 讀出太陽在天球上的赤道座標。
- 測量日食時的不同食相的方位、時刻與食分的多寡。
- 判定當時節氣與時辰。